# Партизански отряд „Васил Левски“ (Плевен)
Партизанският отряд „Васил Левски“ е подразделение на Единадесета Плевенска въстаническа оперативна зона на НОВА по време на партизанското движение в България (1941-1944). Действа в околностите на Плевен.
Отряд „Васил Левски“ води началото си от Бъркашката чета, създадена през септември 1943 г. Командир на четата е Петко Патарински, а политкомисар - Цветан Спасов. През април 1944 г. в местността Кривокрой прераства в отряд „Васил Левски“. Главна негова база са Николаевските гори. Командир на отряда е Въло Йончев.
Провежда акции в селата Беглеж, Петърница, Долни Дъбник, Дойренци, Катунец, Вратца (днешно Стефаново), Българене, Казачево, както и в Четвърти и Шести еврейски трудов лагер. При тях взаимодейства и съгласува действията си с партизанските отряди Христо Кърпачев и „Дунав“. Извършва координирана едновременна акция в селата Николаево, Ралево, Ласкар и Горталово. След акцията в с. Беглеж от 19 юни 1944 г. командир е Руси Божанов.
На 9 септември 1944 г. отрядът установява властта на Отечествения фронт в селата Бъркач, Петърница, Кирилово, Търнене, Дисевица и влиза в гр. Плевен.